# Биркебейнеры (фильм)
«Биркебейнеры» (норв. Birkebeinerne) — норвежский историко-приключенческий боевик с элементами драмы режиссёра Нильса Гёупа 2016 года. Премьера состоялась в Лиллехаммере. В Норвегии фильм рассчитан на зрительскую аудиторию: 12+, в США — 17+ (R), в России — 16+.

## Сюжет
1204 год. Гражданская война в Норвегии. Противоборствующие стороны — знатные баглеры, то есть «посошники», и крестьяне-биркебейнеры, то есть «берестеники» (ср. рус. «лапотники»). После смерти короля Хокона Сверриссона от него остаётся незаконнорожденный сын младенец Хокон IV. Биркебейнеры признают маленького Хокона своим правителем. Однако католическая церковь имеет свои планы на этот счёт и устраивает охоту за наследником с целью убить его (Римский папа пообещал своим солдатам: «Тот, кто принесёт мне голову этого малыша, будет жить в достатке до конца дней»).
В 1206 году небольшой отряд ополченцев-биркебейнеров сопровождает маленького короля Хокона к королю Инге Бордссону в Тронхейм, где юный наследник будет в безопасности. Опасности преследуют героев на каждом шагу. Благодаря упорству и отваге биркебейнерам всё же удаётся достигнуть цели. Но смогут ли они защитить короля Хокона от беспощадных противников теперь?..

## В ролях
| Актёр                     | Роль                                     |
| ------------------------- | ---------------------------------------- |
| Якоб Офтебро              | Скьервальд Скрукка (биркебейнер-лыжник)  |
| Кристофер Хивью           | Торстейн Скевла (биркебейнер-лыжник)     |
| Пол Сверре Валхейм Хаген  | Гисле (ярл)                              |
| Торбьорн Харр             | Инге Бордссон (король, брат Гисле)       |
| Беньямин Хельстад         | Хакон (король)                           |
| Стиг Хенрик Хофф          | Эрленд                                   |
| Николай Ли Кос            | Орм                                      |
| Торкель Доммерснес Солдал | Эгиль                                    |
| Ане Улимоен Эверли        | Инга (из Вартейга)                       |
| Осмунд Бреде Эйке         | Стале                                    |
| Тея Софи Лок Несс         | Кристин (дочь короля Хокона Сверрессона) |
| Сёрен Пильмарк            | епископ                                  |
| Бьорн Сундквист           | канцлер                                  |
| Фритьов Сохейм            | Гард                                     |

## Критика
Фильм получил хорошие отзывы критиков на Rotten Tomatoes и вместе с тем рейтинг ниже среднего среди публики. В то же время фильм имеет много исторических неточностей. К примеру, в нём показана картошка, тогда как картофель не был известен в средневековой Европе, а один из воинов погони за биркебейнерами носит латные наплечники XV века. Многих критиков также смутила яркая антикатолическая окраска фильма.

## Премьеры
| Страна         | Дата премьеры         | Название                            |
| -------------- | --------------------- | ----------------------------------- |
| Норвегия       | 6 февраля 2016 года   | Birkebeinerne                       |
| США            | 9 апреля 2016 года    | The Last King                       |
| Великобритания | 24 июня 2016 года     | The Last King                       |
| Дания          | 14 июля 2016 года     | Den sidste konge                    |
| Швеция         | 19 сентября 2016 года | Den siste konungen                  |
| Германия       | 22 сентября 2016 года | The Last King — Der Erbe des Königs |
| Венгрия        | 20 октября 2016 года  | Az utolsó király                    |
| Испания        | 27 января 2017 года   | El último rey                       |